# Stanisław Eksztajn
Stanisław Eksztajn (Varsó, 1925 – 1995. április 30.) lengyel nemzetközi labdarúgó-játékvezető.

## Pályafutása

### Nemzetközi játékvezetés
A Lengyel labdarúgó-szövetség Játékvezető Bizottsága (JB) 1970-ben terjesztette fel nemzetközi játékvezetőnek, a Nemzetközi Labdarúgó-szövetség (FIFA) bíróinak keretébe. Több nemzetek közötti válogatott- és klubmérkőzést vezetett vagy partbíróként tevékenykedett. A lengyel nemzetközi játékvezetők rangsorában, a világbajnokság-Európa-bajnokság sorrendjében többedmagával a 7. helyet foglalja el 5 találkozó szolgálatával. Az aktív nemzetközi játékvezetéstől 1988-ban búcsúzott.

#### Világbajnokság
Kettő világtornára történő kijutás útján Mexikóba a IX., az 1970-es labdarúgó-világbajnokságra, valamint Németországba a X., az 1974-es labdarúgó-világbajnokságra a FIFA JB bíróként foglalkoztatta.
| Időpont              | Helyszín                   | Mérkőzés típusa           | Mérkőzés               | Eredmény | Nézők száma |
| -------------------- | -------------------------- | ------------------------- | ---------------------- | -------- | ----------- |
| 1968. október 13.    | Prater Stadion, Bécs       | előselejtező (7. csoport) | Ausztria–NSZK          | 0 : 2    | 67 115      |
| 1969. június 4.      | Olimpiai Stadion, Helsinki | előselejtező (6. csoport) | Finnország–Jugoszlávia | 1 : 5    | 8 740       |
| 1972. szeptember 20. | Olimpiai Stadion, Helsinki | előselejtező (4. csoport) | Finnország–Románia     | 1 : 1    | 5 519       |
| 1972. november 1.    | De Kuip Stadion, Rotterdam | előselejtező (4. csoport) | Hollandia–Norvégia     | 9 : 0    | 49 417      |

#### Európa-bajnokság
Az európai tornára való eljutás útján Belgiumhoz a IV., az 1972-es labdarúgó-Európa-bajnokságra az UEFA JB játékvezetőként foglalkoztatta.
| Időpont         | Helyszín               | Mérkőzés típusa           | Mérkőzés            | Eredmény | Nézők száma |
| --------------- | ---------------------- | ------------------------- | ------------------- | -------- | ----------- |
| 1971. május 26. | Rasunda Stadion, Solna | előselejtező (6. csoport) | Svédország–Ausztria | 1 : 0    | 5 416       |

## Sportvezetőként
A Lengyel Labdarúgó-szövetségnél a Fegyelmi Bizottság elnökeként, a JB -ben játékvezető koordinátorként és ellenőrként tevékenykedett.